# Rosendo García-Ramos y Bretillard
Rosendo García-Ramos y Bretillard (1 de marzo de 1835-18 de septiembre de 1913) fue un científico, arqueólogo y genealogista español, nacido en Santa Cruz de Tenerife y que fue alcalde de esta ciudad entre 1883 y 1884.

## Biografía
Rosendo García-Ramos y Bretillard nació en Santa Cruz de Tenerife (España) el 1 de marzo de 1835. Después de abandonar los estudios de Náutica, cursó estudios de Geología, Historia y Antropología en Inglaterra y Francia.
Fue corresponsal titular del Museo de Ciencias Naturales de Madrid, miembro correspondiente de la Real Academia de la Historia, socio de número del Gabinete Científico de Tenerife del que fue un miembro destacado, junto con Juan Bethencourt Alfonso y Carlos Pizarroso y Belmonte, y también  director del mismo durante el año de 1881.
Colaboró activamente en los principales periódicos y revistas del archipiélago, como en la Revista de Canarias (1878-1882), La Ilustración de Canarias, el Diario de Tenerife, El ramillete literario, La Opinión...; y en sus últimos tiempos en el popular diario La Prensa de Tenerife, firmando sus escritos con su nombre completo, con sus iniciales y en algunas ocasiones bajo un pseudónimo como "Somar" (anagrama de Ramos) o "Chante-Clair".
Su interés por la prehistoria de Canarias le llevó a explorar algunos yacimientos arqueológicos en Tenerife cuyos materiales remitió al Museo Arqueológico de Santa Cruz de Tenerife, al Gabinete de Historia Natural de Madrid y alguna vez entregó directamente a Sabino Berthelot. Se mostró partidario del evolucionismo, demostrando estar al tanto del pensamiento científico europeo (Gabriel de Mortillet, Charles Lyell, Charles Darwin...) pero desde una actitud crítica y positivista.
Militó entre los liberales sagásticos -la izquierda dinástica- y desempeñó la jefatura del Comité Provincial de ese partido durante muchos años con gran acierto. De ahí que, tras ser concejal en varios equipos municipales, García-Ramos resultó elegido Alcalde de Santa Cruz de Tenerife en 1883 y reelegido en 1884. Durante su gestión, en diciembre de 1883, se llevó a cabo la inauguración y puesta en marcha del cable telegráfico, esto es, la ansiada comunicación alámbrica con el resto del mundo.
Se le concedió el título de Caballero de la Real y Distinguida Orden de Carlos III.
Falleció en Santa Cruz de Tenerife el 18 de septiembre de 1913, siendo enterrado en el Cementerio de San Rafael y San Roque. Una calle de Santa Cruz lleva, en su memoria, el nombre de Alcalde García Ramos

## Obras
- García-Ramos y Bretillard, R. (1877). Espécimen de geología: arreglado a las nociones generales de esta ciencia dadas a luz hasta el año 1870. Cádiz: Imp. Revista Médica.

- García-Ramos y Bretillard, R. (1878). Revista de las primeras noticias escritas sobre las Islas Canarias: con algunas observaciones acerca de las mismas y comparación con el actual estudio geológico y paleontológico del país. Cádiz: Imp. Revista Médica.

- García-Ramos y Bretillard, R. (1878). Indicación de las principales formaciones geológicas que aparecen en el globo terráqueo. Cádiz: Imprenta y Litografía de la Revista Médica, de Federico Joly.

- García-Ramos y Bretillard, R. (1908). Noticias de las antiguas posesiones de España en las costas fronterizas a Canarias.Santa Cruz de Tenerife: Imprenta isleña de José Palazón y Avelo.[3]